# Equator (album, Uriah Heep)
Equator je šestnácté studiové album anglické skupiny Uriah Heep. Vydáno bylo v březnu roku 1985 na značce Portrait Records (UK), dceřiné společnosti Columbia Records (USA). Oproti předchozímu albu došlo v sestavě skupiny ke změně na postu baskytaristy: vrátil se Trevor Bolder. Deska byla nahrána v různých studiích od srpna 1984 do ledna 1985.

## Seznam skladeb
| Pořadí         | Název                 | Délka |
| -------------- | --------------------- | ----- |
| 1.             | Rockarama             | 4.20  |
| 2.             | Bad Blood             | 3.33  |
| 3.             | Lost One Love         | 4.40  |
| 4.             | Angel                 | 4.47  |
| 5.             | Holding On            | 4.20  |
| 6.             | Party Time            | 4.20  |
| 7.             | Poor Little Rich Girl | 6.25  |
| 8.             | Skools Burning        | 4.25  |
| 9.             | Heartache City        | 4.59  |
| 10.            | Night of the Wolf     | 4.31  |
| Celková délka: | Celková délka:        | 46:20 |

## Obsazení
- Mick Box – kytara
- Peter Goalby – zpěv
- John Sinclair – klávesy, zpěv
- Trevor Bolder – baskytara, zpěv
- Lee Kerslake – bicí